# Schuman-Josafattunnel
De Schuman-Josafattunnel is een spoortunnel in het Brussels Hoofdstedelijk Gewest. De tunnel heeft een lengte van 1.250 meter en vormt een directe link tussen station Schuman op spoorlijn 161 en station Meiser op spoorlijn 26. 
De tunnel werd geopend op 4 april 2016, daar waar eerst sprake was van december 2015. Dit uitstel was het direct gevolg van de terreurdreiging voor Brussel na de aanslagen in Parijs van november 2015. Door de overbelasting van veiligheidsdiensten kon de cruciale crisisoefening in de tunnel niet uitgevoerd worden. De rampoefening werd dan gehouden op 25 februari 2016, een maand voor de Brusselse aanslagen. In de periode voorafgaand aan de opening werden de perronsporen in Schuman van deze tunnel gebruikt als eindpunt voor stoptreinen zonder reizigers.
Het spoortraject begint vanaf het station Brussel-Luxemburg met eigen sporen (Voorheen een derde spoor vanaf Luxemburg met een kopspoor in Schuman) tot het station Schuman waar de sporen afbuigen van lijn 161. Bij het station heeft het spoortraject zijn eigen perronsporen. Deze perronsporen lopen door de hal van het metrostation Schuman (de treinen zijn zichtbaar vanaf de metroperrons). Vanaf het metrostation begint de echte spoortunnel die onder de Kortenbergtunnel loopt. Bij de kruising met de Eugène Plaskylaan loopt de tunnel in noordoostelijke richting onder deze laan door tot spoorlijn 26 bereikt wordt.
De tunnel biedt een oplossing voor capaciteitsproblemen waar het Brusselse spoorwegennet mee te kampen heeft. Ook met het oog op het Gewestelijk ExpresNet dat een nog grotere belasting van het net zal betekenen. De tunnel maakt eveneens een bijkomende treinverbinding tussen de Europese wijk en de luchthaven mogelijk. Naast de bestaande verbinding via de spoorlijn 26 en de spoorlijn naar Leuven is een enkelsporige aansluitboog aangelegd tussen de spoorlijn 26 en spoorlijn 25N, waardoor de luchthaven vanuit de noordkant benaderd kan worden. Deze route is bovendien korter en sneller.
De tunnel kostte 365 miljoen euro.

## Dienstregeling
Er rijden volgens de eerste dienstregelingen alleen treinen gedurende de weekdagen. Twee stoptreindiensten komende van Etterbeek en verder gebruiken de tunnel. Daarnaast gebruiken twee IC treindiensten de tunnel om de luchthaven te bereiken. De stoptreindiensten via Merode worden gehandhaafd.
Op weekdagen rijden ongeveer acht treinen per uur door de nieuwe tunnel (vier in elke richting). De tunnel wordt gebruikt door IC-17 Brussels Airport Zaventem-Dinant, S5 Mechelen-Geraardsbergen en S9 Leuven-Eigenbrakel en S19 Brussels Airport Zaventem-Charleroi. Zie kaart[dode link].

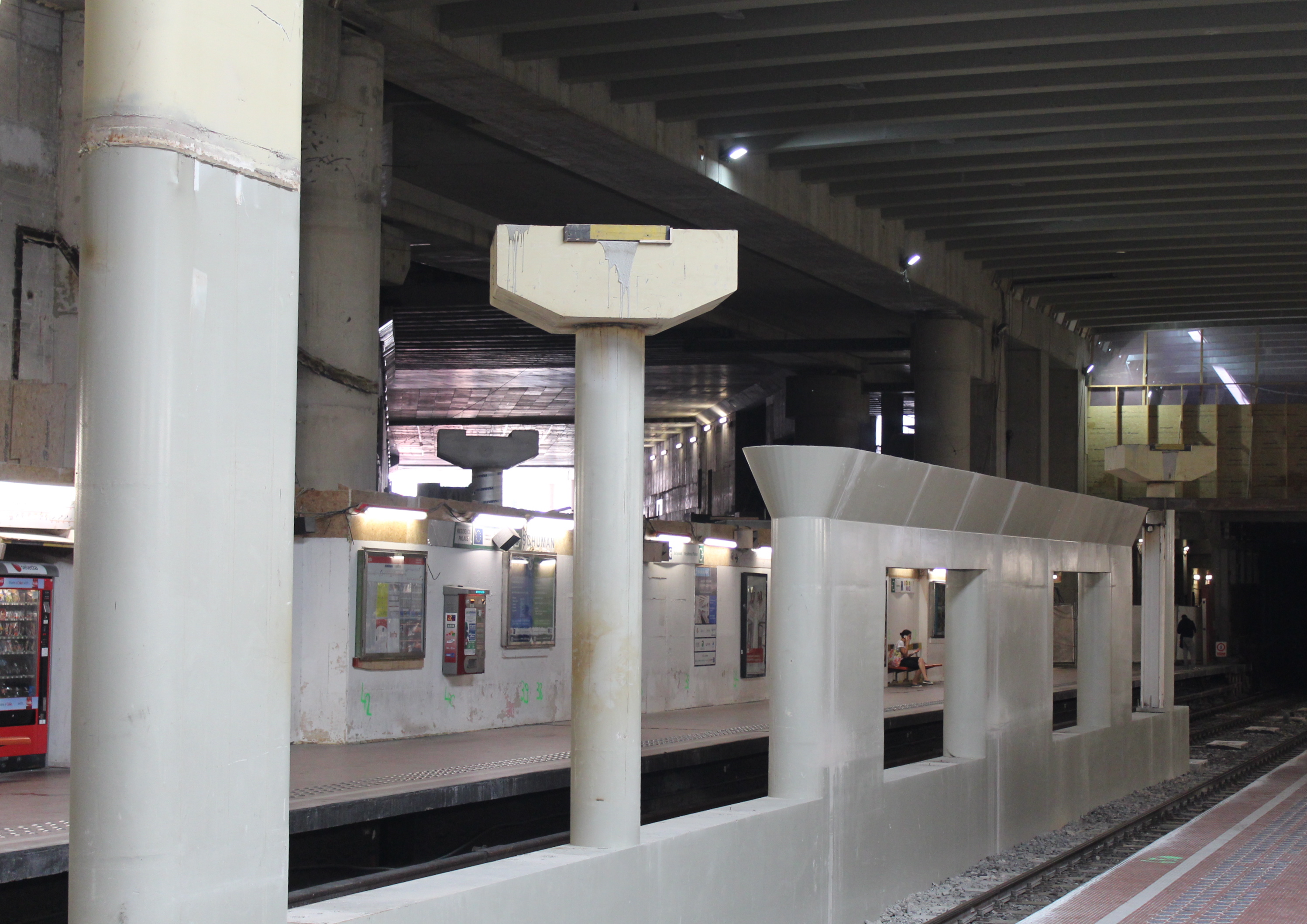
De steunpilaren voor de toekomstige sporen door het metrostation
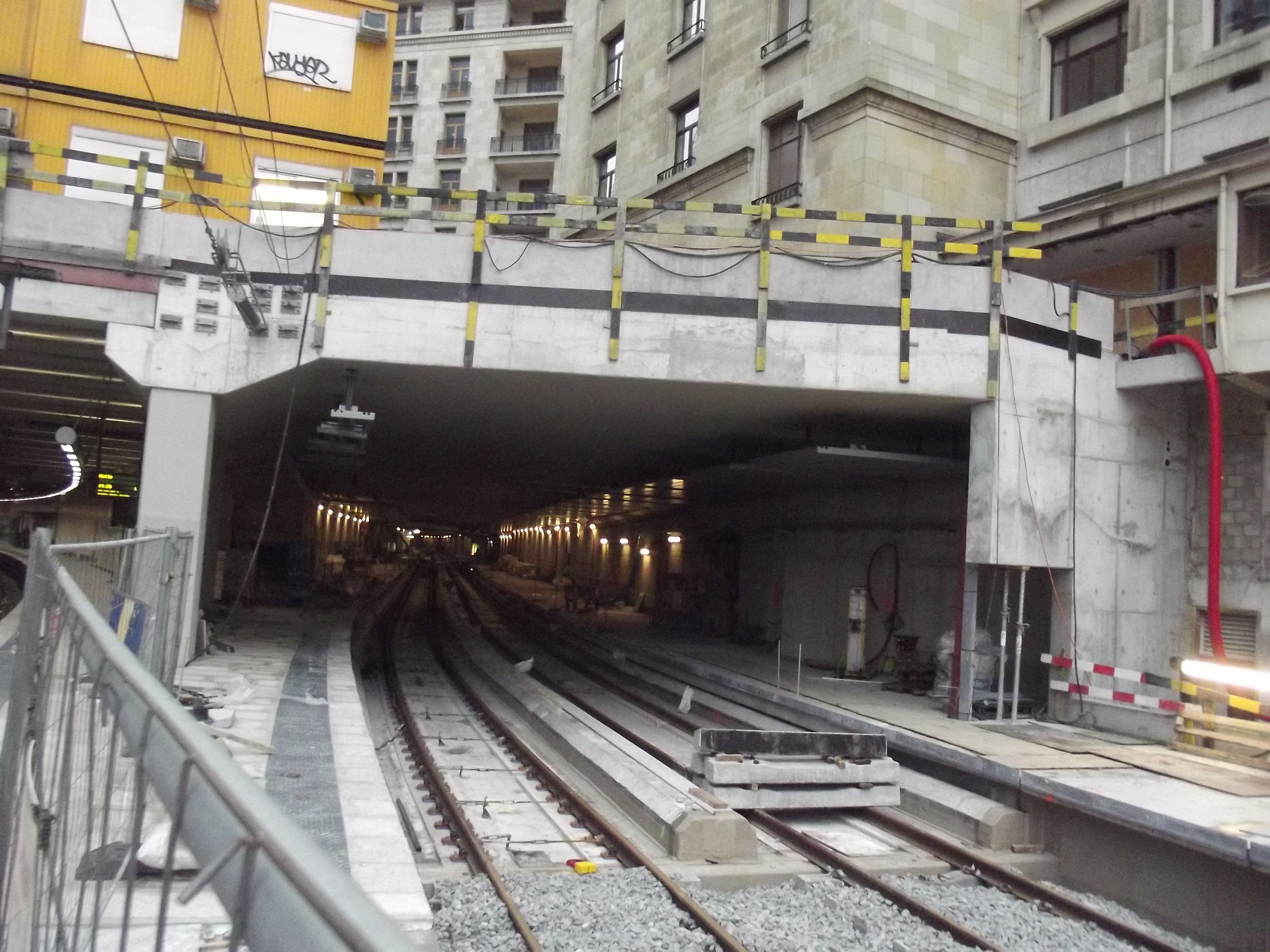
De rails liggen er al
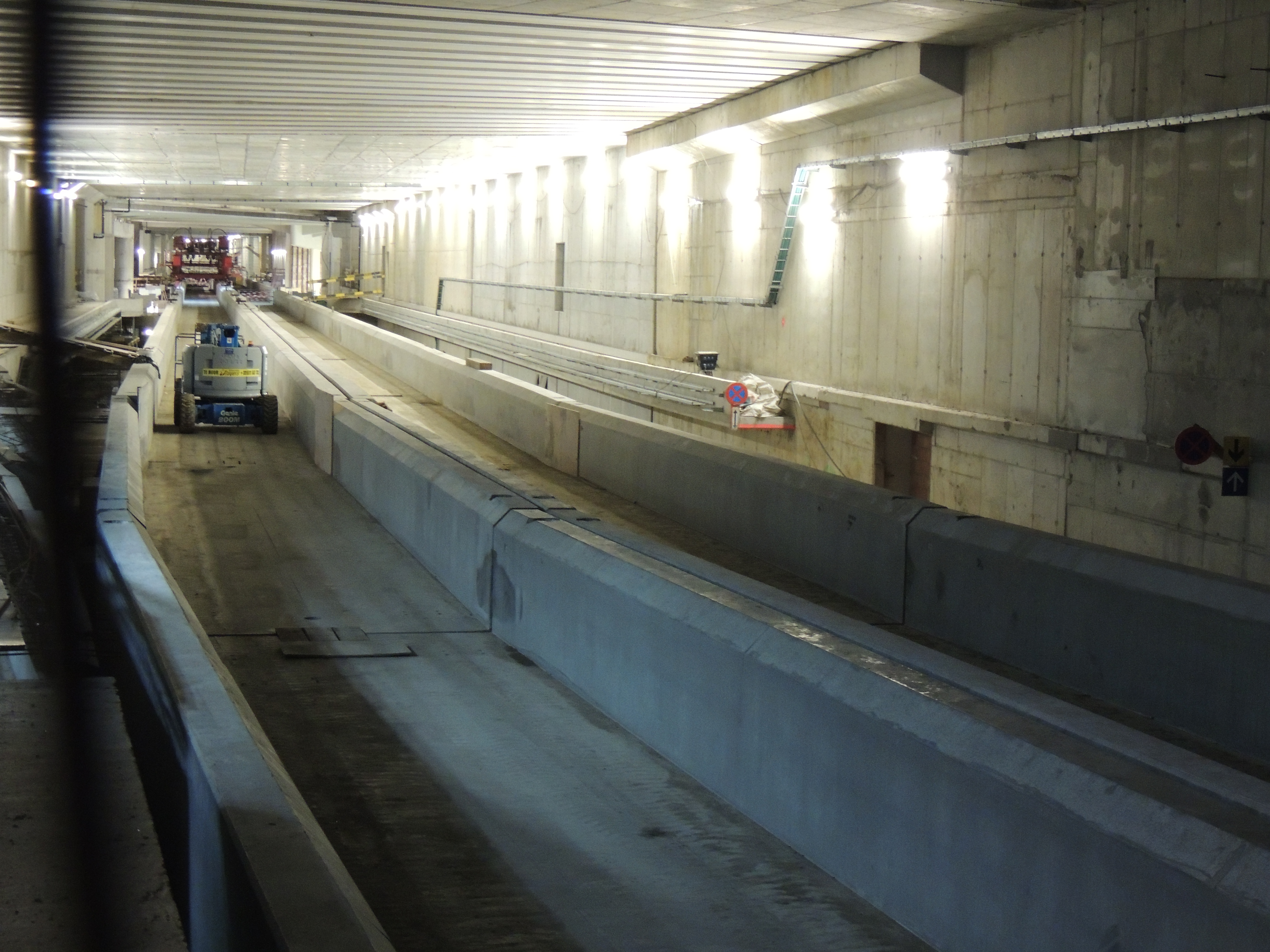
De ruwbouw
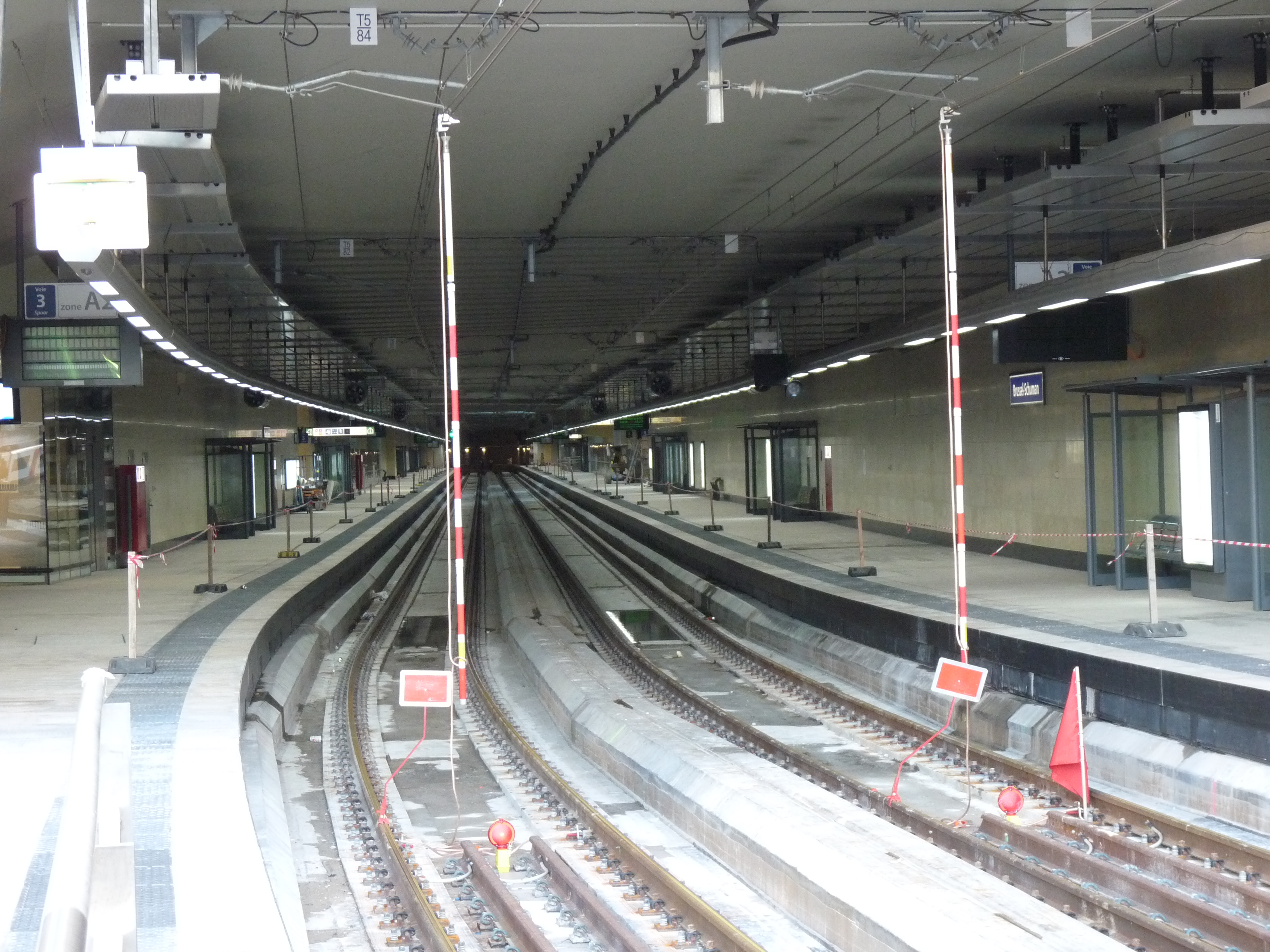
Geëlektrificeerd maar buiten dienst
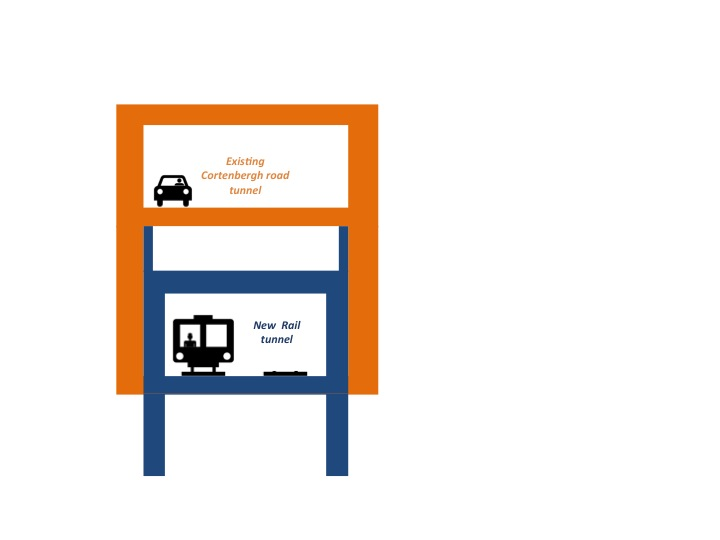
Doorsnede van de Schuman-Josafattunnel onder de Kortenbergtunnel